# Folco Tempesti
Folco Tempesti (Montalcino, 17 luglio 1912 – Roma, 1992) è stato un poeta, scrittore e docente italiano.

## Biografia
Folco Tempesti nacque a Montalcino il 17 luglio 1912. Compie gli studi classici al liceo classico Tolomei di Siena, ottenendo, al primo anno, il secondo premio in un concorso letterario nazionale della Fondazione Carnegie. Si laurea, poi, in lettere all'Università di Roma. Dal 1938 al 1943 fu docente all'Istituto di Cultura Italiana di Debrecen. Negli anni 50' collaborò a giornali e periodici: divenne redattore capo della rivista di studi umanistici "Janus Pannonius" e collaborò all'Enciclopedia dello Spettacolo. Fu titolare di letteratura poetica e drammatica nel Conservatorio di Musica di Torino: insegnò, per meriti speciali, con Quasimodo a Milano e Betocchi a Firenze, ai direttori di orchestra. Fu libero docente di lingua e letteratura ungherese all'Università di Roma. Dal 1958 al 1961, presiedette il Liceo Italiano di Caracas. È stato direttore dell'Istituto Italiano di Cultura in Guatemala ed a Montevideo, ed addetto culturale italiano per i paesi del Centro America. Morì a Roma.

## Produzione
La produzione letteraria del Tempesti è molto ampia, varia ed interessante. Nel 1930, esce la sua prima raccolta di poesie "Le rose che non colsi", pubblicata dalla tipografia "la Stella" di Montalcino. Questa raccolta fu recensita dal letterato, storico e critico senese Aldo Lusini. Per le edizioni Cosmopoli di Roma: nel 1932, viene pubblicata la raccolta "Sciogli e primavere", che ripropone buona parte della precedente raccolta; e nel 1933 viene pubblicata la raccolta di poesie "Le fabie del sole". Nel 1936 esce il saggio "Provenzan Salvani" nel "Bullettino senese di Storia Patria". La sua profonda conoscenza ed il suo grande interesse della letteratura ungherese è certificata dalle sue numerose traduzioni: un esempio è le "Liriche di Alessandro Petofi, testi di letteratura e teatrali ungheresi". Nel 1942 escono i suoi racconti "Uomini Soli" per Ticci editore libraio di Siena. Nel 1953 pubblica, per le edizioni Conchiglia di Roma, una nuova raccolta di poesie: "Lucciole". Nel 1956 è tra i 12 finalisti al Premio Strega per il romanzo "Elena nostra donna".